# Bosquerola de coroneta ratllada
La bosquerola de coroneta ratllada (Basileuterus culicivorus) és una espècie d'ocell de la família dels parúlids (Parulidae). Habita la selva humida i altres formacions boscoses des de les muntanyes de Mèxic, cap al sud, a través d'Amèrica Central, muntanyes de Colòmbia, Veneçuela, Trinitat, Guaiana i l'adjacent nord del Brasil, centre i sud del Brasil, Bolívia, el Paraguai, Uruguai i nord de l'Argentina.

## Taxonomia
Segons la classificació del HBW i BirdLife International, versió 7 (2022), es tracya en realitat de quatre espècies diferents:
- Basileuterus culicivorus (sensu stricto) - Bosquerola de coroneta ratllada. Des de Mèxic fins Panamà.
- Basileuterus auricapilla (Swainson, 1838) - bosquerola de coroneta daurada.[3] De Colòmbia i nord-oest de Veneçuela.
- Basileuterus hypoleucus Bonaparte, 1850 - bosquerola ventreblanca.[4] Del sud-oest del Brasil i nord-est de Paraguai.
- Basileuterus cabanisi Berlepsch, 1879 - bosquerola de Cabanis.[5] Des del nord de Veneçuela, Trinitat, Guyana i nord del Brasil, cap al sud per Bolívia, Paraguai, Uruguai i nord de l'Argentina.